# Papyrus e i misteri del Nilo
Papyrus e i misteri del Nilo (Papyrus) è una serie televisiva a cartoni animati prodotta da Dupuis, TF1 e Motion International, basata sul fumetto omonimo di Lucien De Gieter. In Francia la serie è stata trasmessa dall'8 aprile 1998 su TF1, mentre in Italia su Italia 1 dal 21 gennaio 2001.

## Trama
In principio Horus, il dio del cielo, e Seth, la divinità del male, si contendevano il potere sull'Egitto. Ma il tribunale delle divinità emise la sua sentenza esiliando Seth ed eleggendo Horus primo faraone egizio. Nel corso di duemila anni il potere si succede di faraone in faraone. Ma nel frattempo Seth ha preparato la sua vendetta, rifugiatosi nella malefica piramide di Ombos fa prigioniero Horus e lo tiene recluso in un sarcofago magico. L'Egitto, ormai privo del suo sommo nume protettore, vive sotto la minaccia di Seth e del suo servitore Aker, ed è costretto a subire gli attacchi di Seth che si scaglia con forza e veemenza alla conquista del potere. Ma un giorno arriva Papyrus: un giovane pescatore eletto dagli dei. Deve compiere una missione: trovare la porta di Ombos, liberare Horus e riportare la pace in Egitto. Ovviamente non sarà solo. Oltre ad'essere dotato di una spada di un metallo resistentissimo, appunto la spada di Horus, sarà infatti accompagnato in tutto il suo viaggio dalla principessa Theti.

## Personaggi
- Papyrus: pescatore e protagonista della serie, amico della figlia del faraone Theti.
- Theti: principessa dell'Egitto e sacerdotessa di Iside, amica di Papyrus, e forse un po' innamorata di lui.
- Merenre: faraone d'Egitto, e padre di Theti.
- Tiya: principessa dei ladri di Tebe, amica di Theti e Papyrus, ha anche come amica una scimmietta di nome Cepsy.
- Pathatrà: ladro amico di Tiya, conosce tutti i passaggi sotterranei di Tebe.
- Raouser: ex-bandito, è ora gran sacerdote di tutti gli dei dell'Egitto, principalmente di Horus, nonché consigliere del faraone.
- Mesimontu: uno dei consiglieri più fidati del faraone e sempre fedele a quest'ultimo.
- Nekhet: capo delle guardie del faraone e sempre fedele a quest'ultimo.
- Ahmès: zio di Theti alleato di Seth, cerca di spodestare il faraone.
- Chepseska: sacerdote della dea Sekhmet, come Ahmès cerca di spodestare il faraone con l'aiuto di Seth.
- Nemenethet: generale dell'esercito egizio e seguace della dea Sekhmet, complotta con Chepseska per spodestare il faraone.
- Bebo: principe di origine libica, si definisce un figlio del deserto.
- Camelot: l'asino di Bebo, il faraone lo nomina capo intendente del regno.
- Imuthep: è uno scriba che aiuterà Papyrus a contrastare Seth, e diverrà un suo amico. Diventerà architetto reale con la morte del padre di Hapou.
- Hapou: un ragazzino, figlio dell'architetto reale predecessore di Imhotep, ha una mente debole tale da essere posseduto da entità soprannaturali. Nondimeno è un alleato di Papyrus e amici.
- Harankhaf: sommo Sacerdote di Amon nel tempio di Karnak.
- Hattusil: re degli Ittiti, è responsabile del trattato di pace firmato tra lui e Ramses
- Tribunale delle divinità: gli dei dell'Egitto che talvolta aiutano Papyrus nel suo viaggio.
- Aker: antagonista principale della serie e sacerdote del malefico dio Seth, nemico di tutti gli dei.
- Seth: il malvagio dio del caos, è pregato da Aker e Chepseska.

## Storia
Oltre a citare ottimamente le credenze della cultura egizia in questa serie si trovano moltissime citazioni da altre culture, come quella ebraica (il Nilo rosso) o le culture della Grecia (il minotauro e la civiltà minoica). Vi sono anche citazioni da Lovecraft (in un episodio sfoggia una enorme città di pietra che emerge dal mare in modo analogo a R'lyeh), ci sono anche innumerevoli allusioni agli dei minori degli egizi (come Apopis). Inoltre il faraone Merenre (Merenra I) governò veramente l'Egitto; infatti fu il terzo faraone della IV dinastia dell'Antico Regno. Nella stessa dinastia c'è un faraone di nome Theti.
Questo rende anacronistico il periodo storico ove è ambientato il cartone: nel cartone Menenre è il successore di Ramesse II, e quindi un faraone del Nuovo Regno, ma è stata una scelta dei creatori della serie. Inoltre, nel corso della serie, Papyrus incontrerà personaggi importanti della storia d'Egitto, come: Tutankhamon (che nella serie è il padre di Papyrus, ma che il protagonista scoprirà in seguito), Akhenaton (il faraone eretico che nella serie è il nonno di Papyrus, e che quest'ultimo lo scoprirà in contemporanea alla conoscenza del padre), Ramesse II, Imhotep (l'architetto della prima piramide a Saqqara) e Narmer, l'unificatore dell'Alto e Basso Egitto e primo faraone. La serie cita anche personaggi non egizi, come Minosse, leggendario sovrano di Creta e Hattušili III, sovrano Ittita che firmò il trattato di pace con Ramesse II nel 1259 a.C.
Seth fu effettivamente considerato una divinità maligna e la principale trama del cartone si ispira al mito secondo cui Seth uccise il fratello Osiride, intrappolandolo con l'inganno in un sarcofago magico appunto. Osiride venne poi vendicato da Horus, che nella serie appunto è nemico di Seth.

## Episodi

### Prima stagione
| N° | Titolo originale                   | Titolo italiano             | Prima TV Italia  |
| -- | ---------------------------------- | --------------------------- | ---------------- |
| 1  | La momie engloutie                 | L'avventura comincia        | 21 gennaio 2001  |
| 2  | La colère du dieu lune             | La principessa dei ladri    | 27 gennaio 2001  |
| 3  | Le seigneur des crocodiles         | Il signore dei coccodrilli  | 28 gennaio 2001  |
| 4  | La vengeance des Ramsès            | Sogni                       | 3 febbraio 2001  |
| 5  | Le colosse sans visage             | Il tranello                 | 4 febbraio 2001  |
| 6  | Le pharaon maudit                  | Incubo dal passato          | 10 febbraio 2001 |
| 7  | Le soleil noir de Seth             | Il sole nero                | 11 febbraio 2001 |
| 8  | La métamorphose d'Imhotep          | Salvate il faraone          | 17 febbraio 2001 |
| 9  | Le labyrinthe                      | Il labirinto                | 18 febbraio 2001 |
| 10 | Le triomphe de Bastet              | La grande festa             | 24 febbraio 2001 |
| 11 | La cité des scribes                | Pioggia di cenere           | 25 febbraio 2001 |
| 12 | Le démon des monts rouges          | La leonessa dei monti rossi | 3 marzo 2001     |
| 13 | La plume d'or du grand faucon      | La piuma d'oro              | 4 marzo 2001     |
| 14 | Le réveil du sphinx rouge          | La sfinge rossa             | 10 marzo 2001    |
| 15 | L'égyptien blanc                   | La sciarpa magica           | 11 marzo 2001    |
| 16 | La harpe d'Hathor                  | L'arpa della pace           | 17 marzo 2001    |
| 17 | Le sarcophage oublié               | La trappola                 | 18 marzo 2001    |
| 18 | La maison de vie                   | Il tempio della scienza     | 24 marzo 2001    |
| 19 | La revanche d'Amon                 | La statuetta                | 25 marzo 2001    |
| 20 | La renaissance de l'enfant pharaon | Il tempio della scienza     | 31 marzo 2001    |
| 21 | Les larmes des géants              | La principessa              | 1 aprile 2001    |
| 22 | L'enfant hiéroglyphe               | Il figlio dell'architetto   | 7 aprile 2001    |
| 23 | Le maître des trois portes         | Il signore delle tre porte  | 8 aprile 2001    |
| 24 | La pyramide noire                  | La piramide nera            | 14 aprile 2001   |
| 25 | Le miroir de Nebou                 | L'anello                    | 15 aprile 2001   |
| 26 | La deuxième crue du fleuve sacré   | Il grande inganno           | 21 aprile 2001   |

### Seconda stagione
| N° | Titolo originale                     | Titolo italiano             | Prima TV Italia |
| -- | ------------------------------------ | --------------------------- | --------------- |
| 1  | Le sacrilège de Papyrus              | Quando il Nilo è in piena   | 22 aprile 2001  |
| 2  | Mika la magicienne                   | La maga                     | 28 aprile 2001  |
| 3  | La trentième case du senet maudit    | La trentesima casa          | 29 aprile 2001  |
| 4  | La justice de Thoueris               | Il complotto                | 12 maggio 2001  |
| 5  | Le réveil d’Osiris                   | Il risveglio                | 13 maggio 2001  |
| 6  | Le babouin blanc                     | Il babbuino bianco          | 19 maggio 2001  |
| 7  | Le pays volé                         | Il paese scomparso          | 20 maggio 2001  |
| 8  | Les quatre chapelles de Toutankhamon | Il numero d'oro             | 26 maggio 2001  |
| 9  | Le divin potier                      | Il vasaio                   | 27 maggio 2001  |
| 10 | Le retour de Senkhet                 | La regina delle cavallette  | 2 giugno 2001   |
| 11 | Le talisman de la grande pyramide    | La grande piramide          | 3 giugno 2001   |
| 12 | Yam                                  | La divinità del mare        | 9 giugno 2001   |
| 13 | Le temps de la discorde              | Un nuovo complotto          | 10 giugno 2001  |
| 14 | Les sept nœuds d'Horus               | Di nuovo in pericolo        | 16 giugno 2001  |
| 15 | Le renoncement de Papyrus            | Il villaggio delle origini  | 17 giugno 2001  |
| 16 | Le Nil rouge                         | Il Nilo rosso               | 23 giugno 2001  |
| 17 | La couronne sacrée d'Ouadjet         | Le corone delle due terre   | 24 giugno 2001  |
| 18 | Neferourê                            | La maschera d'oro           | 30 giugno 2001  |
| 19 | Les émissaires                       | Il trattato di pace         | 1 luglio 2001   |
| 20 | Princesse Tiya                       | Scambio d'identità          | 7 luglio 2001   |
| 21 | La princesse des étoiles             | La principessa delle stelle | 8 luglio 2001   |
| 22 | L'enfant sacré d'Ebla                | Il profeta bambino          | 14 luglio 2001  |
| 23 | L'arbre Ished                        | L'albero sacro              | 15 luglio 2001  |
| 24 | Le pilier Djed                       | La colonna dell'equilibrio  | 21 luglio 2001  |
| 25 | Le procès de Papyrus                 | Il processo                 | 22 luglio 2001  |
| 26 | Le cauchemar                         | Un lungo incubo             | 28 luglio 2001  |

## Doppiatori
| Personaggio | Doppiatore francese | Doppiatore italiano |
| ----------- | ------------------- | ------------------- |
| Papyrus     | Alexis Tomassian    | Patrizio Prata      |
| Theti       | Elisabeth Ventura   | Elisabetta Spinelli |
| Tiya        | Sauvanne Delanoe    | Giusy Di Martino    |
| Raouser     | Jean Negroni        | Mario Scarabelli    |
| Merenre     | Patrice Baudrier    | Paolo Sesana        |
| Aker        | Bruno Devoldere     | Mario Zucca         |

## Sigla italiana
Papyrus e i misteri del Nilo, musica di Franco Fasano, testo di Alessandra Valeri Manera, cantata da Cristina D'Avena.

## Nella cultura di massa
Il romanzo grafico di Guy Delisle Shenzhen parla dell'esperienza dell'autore nell'omonima città cinese, lavorando nello studio a cui era stata subappaltata la lavorazione di Papyrus.